# 55 Days at Peking
55 Days at Peking is een Amerikaanse dramafilm uit 1963 onder regie van Nicholas Ray.

## Verhaal
In 1900 breekt de Bokseropstand uit in Peking. De Boksers willen de westerse inmenging in China een halt toeroepen. Generaal Jung-Lu tracht keizerin Tzu-Hsi ertoe over te halen de Boksers tegen te houden. Prins Tuan raadt haar aan zich achter hen te scharen. Intussen bereiden de buitenlandse delegaties zich voor op een aanval.

## Rolverdeling
| Acteur             | Personage                         | Opmerkingen                                           |
| ------------------ | --------------------------------- | ----------------------------------------------------- |
| Charlton Heston    | Majoor Matt Lewis                 | gebaseerd op John Twiggs Myers                        |
| Ava Gardner        | Barones Natalie (Natasha) Ivanoff |                                                       |
| David Niven        | Sir Arthur Robertson              | gebaseerd op Sir Claude MacDonald                     |
| Flora Robson       | Keizerin-weduwe Tzu-Hsi           |                                                       |
| John Ireland       | Sergeant Harry                    |                                                       |
| Harry Andrews      | Pater De Bearn                    |                                                       |
| José Nieto         | Italiaanse diplomaat              |                                                       |
| Leo Genn           | Generaal Jung-Lu                  | gebaseerd op Ronglu                                   |
| Kurt Kasznar       | Baron Sergei Ivanoff              | gebaseerd op Mikhail Nikolayevich von Giers           |
| Robert Helpmann    | Prins Tuan                        |                                                       |
| Paul Lukas         | Dr. Steinfeldt                    |                                                       |
| Elizabeth Sellars  | Lady Sarah Robertson              |                                                       |
| Juzo Itami         | Kolonel Goro Shiba                |                                                       |
| Philippe Leroy     | Julliard                          |                                                       |
| Lynne Sue Moon     | Teresa                            |                                                       |
| Massimo Serato     | Menotti Garibaldi                 |                                                       |
| Jacques Sernas     | Majoor Bobrinski                  |                                                       |
| Jerome Thor        | Kapitein Andy Marshall            |                                                       |
| Geoffrey Bayldon   | Smythe                            |                                                       |
| Joseph Furst       | Kapitein Hanselman                |                                                       |
| Walter Gotell      | Kapitein Hoffman                  |                                                       |
| Martin Miller      | Hugo Bergmann                     |                                                       |
| Eric Pohlmann      | Baron Von Meck                    | gebaseerd op Clemens von Ketteler                     |
| Alfredo Mayo       | Minister van Spanje               | stem van Robert Rietti, gebaseerd op Bernardo Cólogan |
| José Nieto         | Minister van Italië               | gebaseerd op Giuseppe Salvago Raggi                   |
| Aram Stephan       | Minister Gaumaire van Frankrijk   | gebaseerd op Stéphen Pichon                           |
| Robert Urquhart    | Kapitein Hanley                   |                                                       |
| Fernando Sancho    | Minister van België               | gebaseerd op Maurice Joostens, onvermeld              |
| Nicholas Ray       | Minister van V.S.                 | gebaseerd op Edwin H. Conger, onvermeld               |
| Félix Dafauce      | Minister van Nederland            | gebaseerd op Fridolin Marinus Knobel, onvermeld       |
| Carlos Casaravilla | Minister van Japan                | gebaseerd op Nishi Tokujirō, onvermeld                |
| Ronald Brittain    | Sergeant Brittain                 | onvermeld                                             |
| Alfred Lynch       | Gerald                            | onvermeld                                             |
| Michael Chow       | Chiang                            | onvermeld                                             |
| Mervyn Johns       | Priester                          | onvermeld                                             |